# La ciudad sin Dios
La ciudad sin Dios es una obra de teatro en un prólogo, cinco cuadros y un epílogo de Joaquín Calvo Sotelo, estrenada en el Teatro María Guerrero, de Madrid el 11 de enero de 1957.

## Argumento
La obra se centra en el intento de un régimen comunista en un país imaginario para comprobar si la religión ha sido erradicada de la ciudad de Welskoye, en la que se ha instaurado oficialmente el ateísmo. Para ello contratan a un actor que debe desempeñar el papel de profeta. Pero el experimento sale mal.

## Personajes
| - Nicolai Nordson. - Ariadna. - David. - El comisario. - Agente 1.º. - Agente 2.º. - Mateo. | - Bárbara. - El viejo. - Muchacho 1.º. - Sergio. - Aglaia. - Daniel. - Basilio. | - Eloy. - María. - Antón. - Hombre 1.º. - Mujer 1.ª. - Mujer 2.ª. - Joven 1.º. - Joven 2.º. |

## Estreno
- Teatro María Guerrero, 11 de enero de 1957,
  - Dirección: Claudio de la Torre.
  - Intérpretes: Ángel Picazo, Victoria Rodríguez, Juanjo Menéndez, Pastor Serrador, Luisa Sala.